# Tutsek Anna
Tutsek Anna, teljes nevén Tutsek Anna Emília (asszonyneve: Tábori Róbertné) (Kolozsvár, 1865. március 12. – Budapest, 1944. december 17.) író, Tábori Róbert második felesége, Tábori Piroska író mostohaanyja.

## Életpályája
Az erdélyi örmény Tucsek/Tucsig család leszármazottja. Tutsek József és Kis Cecília lánya. Hírlapírói pályáját 1894-ben kezdte, a Magyar Leányok című képes hetilapot szerkesztette. Kezdetben novelláskötetekkel jelentkezett, majd ifjúsági regényeket publikált. Elsősorban a konzervatív polgári közönség körében volt népszerű.
1900. június 16-án Budapesten, az Erzsébetvárosban hozzáment Tábori Róberthez, Tauber Ármin és Grosz Nina fiához. A két tanú Wolfner József és Pósa Lajos volt.

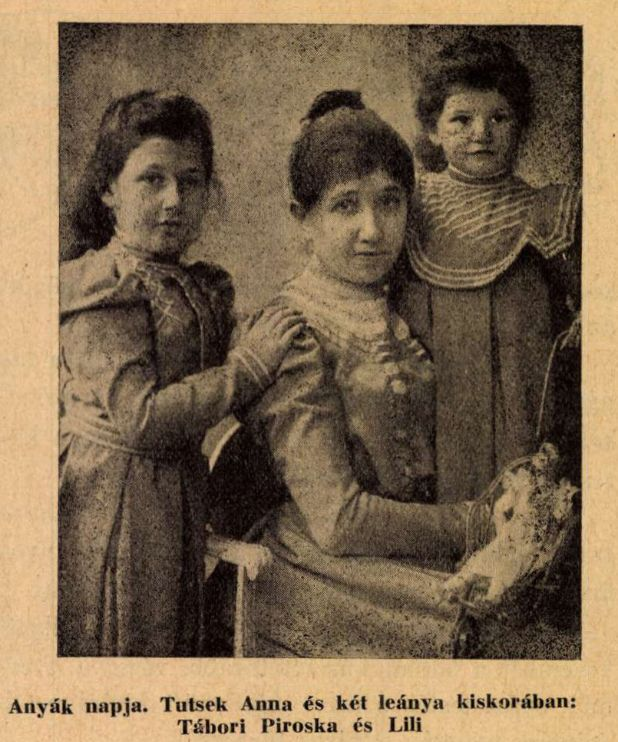
Az írónő két leányával, Tábori Piroskával és Lilivel

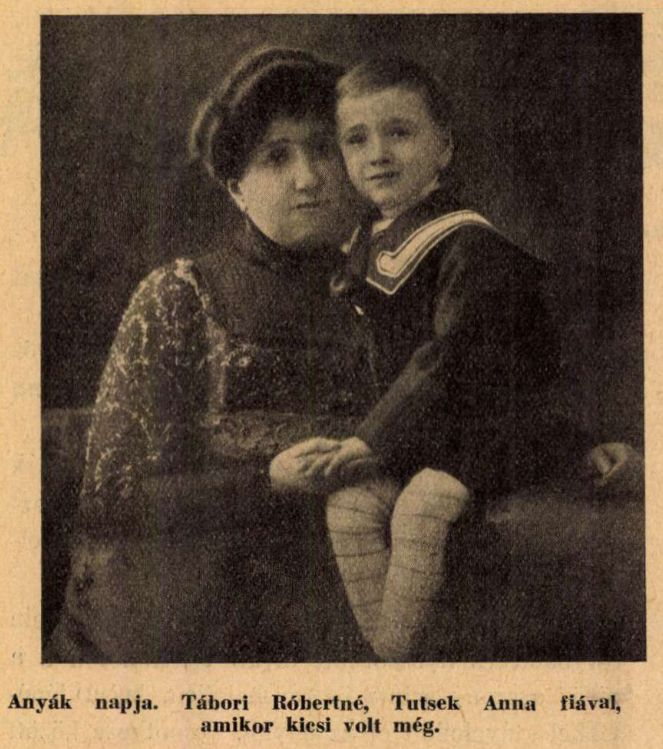
Az írónő kisfiával

## Főbb művei
- Elbeszélések és rajzok (Kolozsvár, 1887)
- A fenyvesek közül (elbeszélések, Budapest, 1893)
- Viola története (regény, Budapest, 1895)
- Szélvész kisasszony (elbeszélések, Budapest, 1898)
- Magunkról (elbeszélések, Budapest, 1898)
- Rózsák között (Budapest, 1899)
- Évike vándorlása (regény, Budapest, 1901)
- Lottika és egyéb elbeszélések (elbeszélések, Budapest, 1901)
- Örvény és egyéb elbeszélések (elbeszélések, Budapest, 1901)
- Apró történetek fiatal leányok számára (Budapest, 1904)
- Cilike (regénysorozat, Budapest)
  - Cilike rövid ruhában (1904)
  - Cilike menyasszony lesz (1909)
  - Cilike mátkasága (1912)
  - Cilike férjhez megy (1915)
  - Cilike mint asszony (1922)
  - Cilike bajtársai (1924)
  - Mindig lesznek Cilikék (1933)
  - Cilike búcsúja (1937)[5]
- Marietta (regény, Budapest, 1912)
- Katóka szakácskönyve [PDF] (Budapest, 1913)
- Judith (regény, Budapest, 1920)
- Régi emlékek (regény, Budapest, 1920)
- Hegyek között (regény, Budapest, 1920)
- Tündérek szigete (színdarab, Budapest, 1921)
- Klárika szerencséje (regény, Budapest, 1924)
- Az élet iskolája (regény, Budapest, 1924)
- Mese két kis lányról (mesék, Budapest, 1926)
- Kis anyám (regény, Budapest, 1926)
- Vidám Jankó kalandjai (mesék, Budapest, 1927)
- Tréfás mesék (Budapest, 1927)
- Nagymama naplója (regény, Budapest, 1928)
- Jázminvirág (regény, Budapest, 1928)
- Iluska vándorlása (regény, Budapest, 1929)
- Évike följegyzései (regénysorozat):
  - Évike feljegyzései (regény, Budapest, 1925)
  - Évike följegyzései: Elvonuló felhők (regény, Budapest, 1928)
  - Évike följegyzései: Vihar a révben (regény, Budapest, 1929)
  - Évike feljegyzései: Küzdelmes évek (regény, Budapest, 1930)
- Aranyfátyol (regény, Budapest, 1930)
- Ágnes története (regény, Budapest, 1930)
- Vetés és aratás (regény, Budapest, 1931)
- Szerencse gyermeke (regény, Budapest, 1932)
- Vidorka (regény, Budapest, 1932)
- A negyedik parancsolat (regény, Budapest, 1933)
- Mikor a rózsák nyílnak (regény, Budapest, 1933)
- Az utolsó Eörssy-lány (regény, Budapest, 1934)
- Egy kis ház története (regény, Budapest, 1934)
- Az én utam Archiválva 2017. április 15-i dátummal a Wayback Machine-ben (Budapest, 1936)

## Ajánlott irodalom
- Mallász Rita: Cilike, a népnevelő. Női szerepmodellek és azok identitásformáló hatása Tutsek Anna Cilike-sorozatában = Nő, tükör, írás. Értelmezések a 20. század első felének női irodalmáról, szerk. Varga Virág – Zsávolya Zoltán. Budapest, Ráció, 2009, 218-225. ISBN 978-963-9605-73-2